# My Downfall
My Downfall (Original Soundtrack) es un álbum de Venetian Snares lanzado el 8 de octubre de 2007 bajo el sello Planet Mu. 
Según el propio Aaron Funk, este álbum se aleja del sonido breakcore y se enfoca más en lo orquestal.
 Este álbum se presenta como una continuación, en términos estéticos y sonoros, del estilo presentado en Rossz csillag alatt született, pero con un nuevo enfoque en el que se privilegiaron las composiciones originales por sobre los samples y las cuerdas por sobre la percusión.
A diferencia de los discos anteriores de Venetian Snares, My Downfall sólo posee cuatro temas con percusiones, siendo los diez temas restantes, composiciones enfocadas en los sonidos clásicos creados con cuerdas, trompetas y arreglos corales.

## Lista de temas
Versión en CD
1. "Colorless" – 2:26
2. "The Hopeless Pursuit of Remission" – 4:22
3. "Holló Utca 2" – 1:54
4. "Room 379" – 1:49
5. "Integraation" – 7:00
6. "Holló Utca 5" – 2:16
7. "Holló Utca 3" – 1:14
8. "My Half" – 7:03
9. "Holló Utca 4" – 1:41
10. "My Crutch" – 5:13
11. "I'm Sorry I Failed You" – 2:08
12. "Picturesque Pit" – 2:13
13. "If I Could Say I Love You" – 4:18
14. "Mentioning It" – 1:09

Versión en vinilo
Disco uno
1. "Colorless"
2. "The Hopeless Pursuit of Remission"
3. "Holló Utca 2"
4. "Room 379"

Disco dos
1. "Integraation
2. "Holló Utca 5"
3. "Holló Utca 3"

Disco tres
1. "My Half"
2. "Holló Utca 4"
3. "Mentioning It"

Disco cuatro
1. "My Crutch"
2. "I'm Sorry I Failed You"
3. "Picturesque Pit"
4. "If I Could Say I Love You"